# 1000M
Pour les articles homonymes, voir 1000 (homonymie).
1000M, en forme longue 1000M Apartments, est un gratte-ciel résidentiel de haut standing situé au 1000 South Michigan Avenue dans le secteur financier du Loop à Chicago, dans l'État de l'Illinois aux États-Unis. Le bâtiment offre une vue imprenable sur Grant Park et le lac Michigan. Achevé en 2024, le bâtiment fut conçu par Helmut Jahn, l'architecte du James R. Thompson Center (94 m, 1985) également situé à Chicago.

## Localisation
1000M est un complexe d'appartements de luxe situé en bordure de l'avenue commerçante de Michigan Avenue au cœur du prestigieux district historique du Historic Michigan Boulevard District, dans le secteur financier du Loop. Le bâtiment est idéalement bien situé car il se trouve à proximité de certains des points d'intérêts majeurs de la ville comme par exemple Grant Park, le plus grand parc municipal du centre-ville de Chicago qui comprend dans ses limites le Millennium Park au nord et le Museum Campus au sud.
Il fait également partie d'une section du Loop appelée « Cultural Mile » qui renferme dans ses limites plusieurs institutions culturelles d'importance nationale comme l'Art Institute of Chicago (l'un des musées d'art les plus prestigieux d'Amérique du Nord), la Harold Washington Library (la plus grande bibliothèque publique du Midwest), le Symphony Center (où joue l'orchestre symphonique de Chicago, l'un des plus réputés du monde) ou encore le Chicago Cultural Center (le centre culturel de Chicago).

## Description
Le projet de construction 1000M vise à créer un chef-d'œuvre résidentiel moderne qui allie un design de pointe, des équipements exceptionnels et des vues sans pareilles. Conçue par les architectes Helmut Jahn et Kara Mann, il s'agit d'une tour résidentielle de 73 étages culminant à une hauteur de 832 pieds (253,6 m) située au 1000 South Michigan Avenue. Le bâtiment de 738 unités comprend un large éventail d'unités allant des studios, convertibles et unités d'une chambre jusqu'aux penthouses de 4 chambres,.
La construction du 1000M a commencé en décembre 2019 et a été interrompue au début de l'année 2020 en raison de la pandémie de Covid-19 aux États-Unis. Les travaux ont repris en 2021 et se sont achevés en mai 2024 (les premiers emménagements ayant lieu en mai 2024).
La tour est en grande partie composée de verre avec des écoinçons horizontaux en aluminium dans l'embrasure de chaque baie. L'aspect du bâtiment donne une impression de légèreté. La tour est coiffée d'un espace d'agrément de deux étages orienté vers l'est comprenant une terrasse protégée avec vue sur Grant Park et le lac Michigan.